# District de Miyagi
Le district de Miyagi (宮城郡, Miyagi-gun) est un district de la préfecture de Miyagi, au Japon.
Au 1er décembre 2014, sa population était estimée à 69 101 habitants pour une superficie de 112,06 km2.

## Communes du district
- Matsushima
- Rifu
- Shichigahama